# فرج دیوان
فرج دیوان(کرخه)روستایی در عبدالخان از توابع بخش مرکزی شهرستان کرخه  در استان خوزستان ایران است.روستا خالی از سکنه است

## جمعیت
این روستا در دهستان سیدعباس قرار دارد و براساس سرشماری مرکز آمار ایران در سال ۱۳۸۵، جمعیت آن ۳۸ نفر (۷خانوار) بوده‌است.